# Schistidium papillosum
Schistidium papillosum (deutsch Papillen-Spalthütchen oder Papillen-Rotkäppchenmoos) ist eine Laubmoos-Art aus der Familie Grimmiaceae.

## Beschreibung
Die bis 10 Zentimeter langen Pflanzen bilden lockere, rötliche bis bräunliche, oft orangerot gefleckte Büschelrasen. Ein Zentralstrang im Stämmchenquerschnitt fehlt oder ist undeutlich (mit weniger als 6 Zellen). Die lanzettlichen Blätter sind oben meist scharf gekielt, die Ränder papillös-gezähnt und zurückgerollt. Die Blattlamina ist gelegentlich von der Rippe ausgehend rot übergossen (rote Pigmentflecken). Die feine, verbogene Glasspitze kann mit bis zu 1,25 Millimeter recht lang sein. Die Blattlamina ist einzellschichtig, von nur selten vorhandenen zweizellschichtigen Streifen abgesehen. Die Blattunterseite (dorsal) weist zahlreiche Papillen auf (Artname), auch die Rippe ist stark papillös. Auf der Blattoberseite sind nur vereinzelt Papillen oder sie fehlen oft ganz.
Sporenkapseln sind häufig. Die dunkel-braunrote Urne ist mehr oder weniger zylindrisch, das Verhältnis Länge/Breite liegt im Bereich von 1,5 bis 2,8. Die Exothecialzellen (Zellen der Außenschicht der Kapselwand) sind annähernd isodiametrisch. In der Regel sind 10 bis 17 Spaltöffnungen vorhanden. Die rötlichen Peristomzähne sind 310 bis 500 Mikrometer lang, aufrecht oder spreizend, gedreht und papillös. Die Sporengröße ist 10 bis 13 Mikrometer.

## Standortansprüche
Die Art wächst von der montanen bis zur alpinen Höhenstufe an frischen bis trockenen, sonnigen bis halbschattigen Stellen, oft an basenreichen Silikatfelsen, die auch zeitweise wasserüberrieselt sein können. Weitere Wuchsorte sind in Steinbrüchen, auf angesprengten Felsen an Straßenrändern, an Mauern und auf Beton. Sie meidet stark saures Substrat ebenso wie reines Kalkgestein.

## Verbreitung
In den Zentralalpen ist Schistidium papillosum häufig bis zerstreut, ebenso im Schwarzwald. Weitere Vorkommen in Deutschland sind in den montanen Gebieten mit geeignetem Gestein zu finden. In der Ebene ist es sehr selten oder fehlt.
Weltweit gibt es Vorkommen in Europa, in Asien, auf Madeira, in Grönland und in Nordamerika.